# Куммеров, Ингеборг
Ингеборг Куммеров (нем. Ingeborg Kummerow), урождённая Ингеборг Матильда Долорес Пиккер (нем. Ingeborg Mathilde Dolores Picker) — (23 августа 1912 года, Гамбург, Германия — 5 августа 1943 года, Берлин, Германия) — научный секретарь, антифашист, член движения Сопротивления во время Второй мировой войны, член организации «Красная капелла».

## Биография
Ингеборг Матильда Долорес Пиккер родилась 23 августа 1912 года в Нойральштедте, в Германской империи. Она была дочерью предпринимателя Адольфа Мартина Конрада Пиккера и Матильды Софии Марианы Луизы Шниттер. 24 октября 1936 года вышла замуж за Хансхайнриха Куммерова, от которого родила двоих детей — Томаса и Стефана. Работала научным секретарем у мужа, и вместе с ним участвовала в акциях движения Сопротивления.

### Арест и казнь
После ареста гестапо Хансхайнриха Куммерова в конце ноября 1942 года, в начале декабря того же года была арестована и Ингеборг. 27 января 1943 года Имперский военный трибунал признал её виновной в пособничестве врагу и подстрекательстве к шпионажу и приговорил к высшей мере наказания. Прошение о помиловании, в котором, кроме неё, стояли имена ещё 15 членов «Красной капеллы», было отклонено 21 июля 1943 года лично Адольфом Гитлером. Осужденные были поражены в гражданских правах.
5 августа 1943 года в тюрьме Плётцензее, в Берлине Ингеборг Куммеров была обезглавлена вместе с 15 другими осужденными.